# دانيال أ. أرنولد
دانيال أ. أرنولد (بالإنجليزية: Daniel A. Arnold)‏ هو أكاديمي أمريكي، ولد في 1965 في باريس في فرنسا.